# Château d'Olhain
Le château d'Olhain est une forteresse des XIIIe et XVe siècles. Elle se situe à Fresnicourt-le-Dolmen, dans le Pas-de-Calais, sur la Lawe. C'est le plus bel exemple de forteresse médiévale de l'Artois ou de l'ancienne région Nord-Pas-de-Calais.

## Préhistoire
En 2021, un site néolithique circulaire  fortifié (500 mètres de diamètre environ), entouré de trois talus séparés par des fossés de quatre ou cinq mètres de large a été découvert par hasard sous la couverture arborée du bois d’Olhain, à l'occasion d'une cartographie LIDAR faite pour les besoins de la lutte contre les inondations dans le bassin versant de la Lys. Le site, daté d'environ 6 000 ans, s'étendant sur environ 25 hectares  est exceptionnellement bien conservé, ce qui devrait selon Gilles Leroy (Direction régionale des affaires culturelles) justifier sa protection (peut-être au titre  des monuments historiques) et des fouilles archéologiques, en lien avec l’Office national des forêts.

## Histoire
La famille d'Olhain est une des plus vieilles familles de l'Artois. La famille est connue depuis 1179. Hugues d'Olhain, fils de Simon, apparaît dans des chartes, entre 1179 et 1213. Il a été un des capitaines de la Quatrième croisade qui a abouti à la prise de Constantinople, en 1204. On lui attribue la construction d'un château à Olhain, mais ce n'est pas le château actuel. En 1239, Jean d'Olhain, fils d'Hugues, fonde la chapelle castrale d'Olhain.
En 1387, le mariage de Marie d'Olhain avec Jean de Nielles (1355-vers 1424), un des favoris de Jean sans Peur, fit entrer Olhain dans cette dernière famille. En 1407, le duc de Bourgogne autorise son chambellan à prendre des chênes dans le bois du Wault, situé près de Houdain, jusqu'à une valeur de 60 écus d'or pour construire « ès édifices de son hôtel d'Olehain ». Ce document permet de dater la construction du château actuel.
En 1409, Alix de Nielles, dame d'Olhain, épouse Jean Ier de Berghes, grand veneur de France, gouverneur d'Abbeville et fait ainsi échoir Olhain à la maison de Berghes-Saint-Winock, qui conserve le château jusqu'à sa vente, en 1900.
AU XVIe siècle, les seigneurs d'Olhain sont devenus protestants. L'Artois est à cette époque est une province dépendant du roi d'Espagne qui ne tolère pas le protestantisme. Après être revenu au catholicisme, Charles de Berghes obtient du roi d'Espagne Philippe IV la restitution de la nationalité artésienne, le 3 juin 1628, lui permettant de séjourner en Artois. Cependant les princes de Berghes séjournent peu au château.
Le 6 avril 1641, le château est pris par le régiment de Champagne pendant la conquête de l'Artois par le roi Louis XIII. Pendant le siège d'Arras, le château est occupé par les Espagnols qui font sauter deux tours. En 1710, l'armée des Alliés, commandée par les Néerlandais, assiège et occupe la ville de Béthune. Les Hollandais occupent le château qui a souffert de leur artillerie.

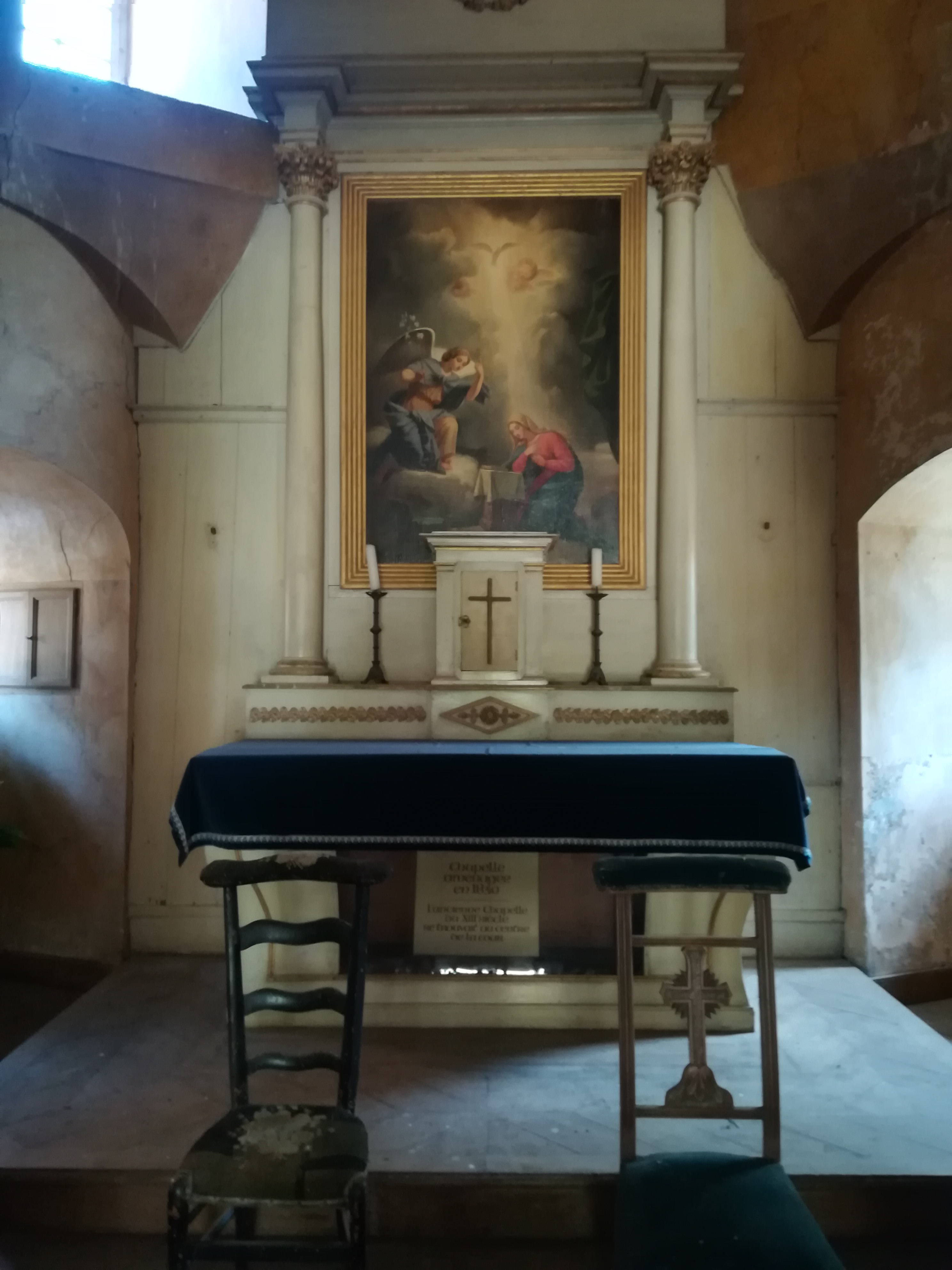
La chapelle.

Dans le premier tiers du XVIIIe siècle, les Berghes-Saint-Winock font reconstruire à neuf le château de Boubers-sur-Canche, devenu le siège de leur principauté de Râches, et délaissent celui d'Olhain, qui reste toutefois entretenu et sert notamment de rendez-vous de chasse.
Après le décès d'Eustache Joseph de Berghes, vicomte d'Arleux, en 1757, les domaines de Boubers et Olhain sont séparés entre ses fils. L'aîné, Philippe Adrien Joseph Guislain de Berghes (1742-1773) hérite de Boubers, terre sur laquelle est assise la principauté de Râches et qui sera vendue en 1828, après la mort de sa fille unique. Le plus jeune, François Désiré Marie Guislain de Berghes (1747-1802), hérite d'Olhain que sa descendance conserve jusqu'en 1900.
Dans la première moitié du XIXe siècle, la famille de Berghes-Saint-Winock séjourne à Olhain et y fait faire des travaux, tels que l'aménagement d'une chapelle. Après 1870, elle habite, en Normandie, le château de Rânes . Elle s'éteint en 1907.
Au XXe siècle, le château d'Olhain appartient à la famille Dutoit, qui en assume la préservation et la mise en valeur.
Le château d'Olhain a résisté aux guerres, a vu passer Charles Quint.
Une des ailes du château, qui donnait sur la partie la plus large des douves (environ quatre-vingts mètres), a été abattue.
Les couleuvrines datent des incursions espagnoles.
Les cuisines dans les caves sont bâties entre des murs mérovingiens.
Le château est ouvert à la visite durant la belle saison, seule la ferme est habitée.
Pendant la Première Guerre mondiale, en novembre 1915 notamment, le château sert un temps de quartier général au général et à son état-major, commandant la 25e brigade d'infanterie,.

## Protection
Il fait l’objet d’une inscription au titre des monuments historiques depuis le 12 avril 1989.

## Architecture

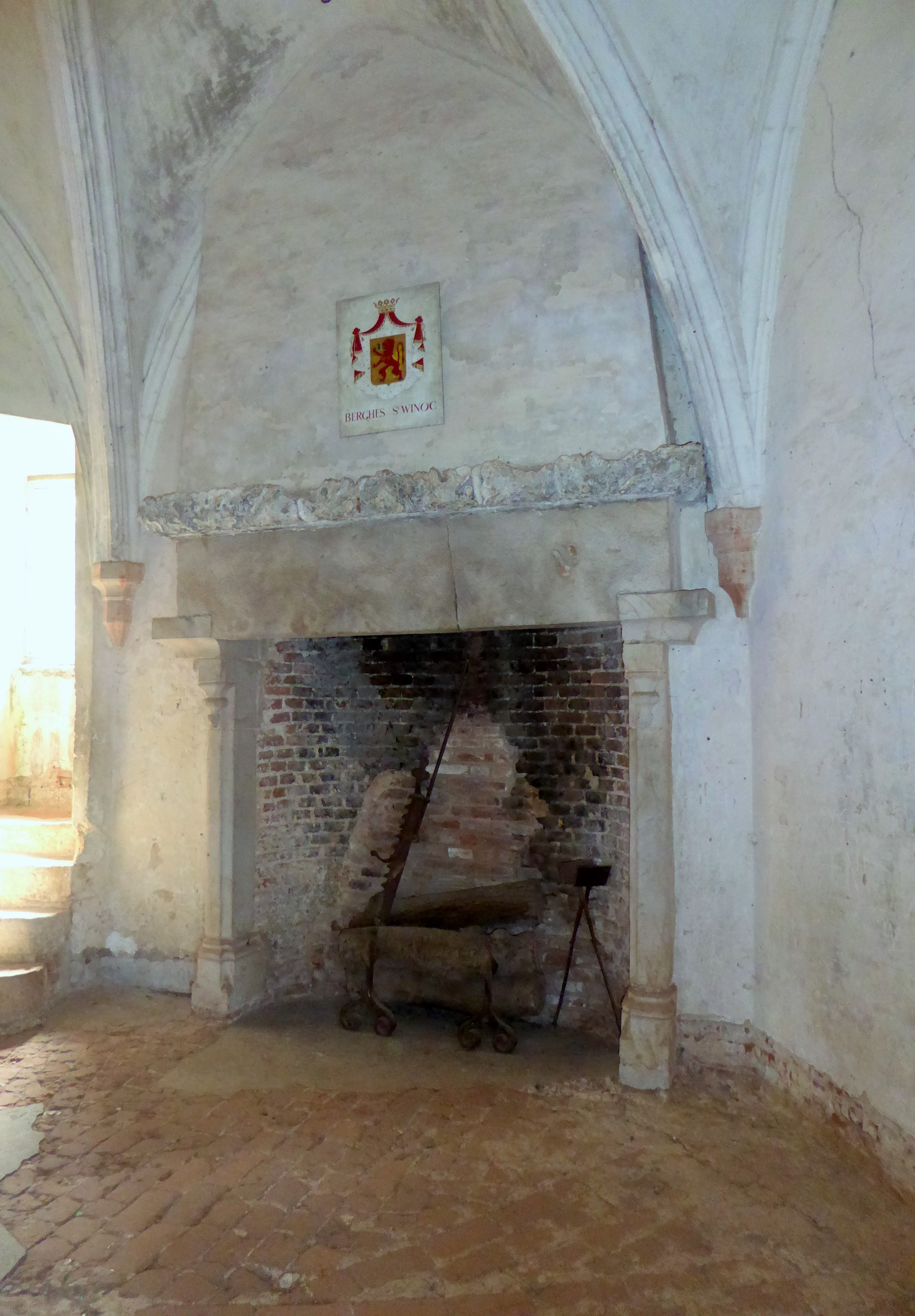
la salle de Garde.

Le château est composé d'un corps de ferme entourant une basse-cour, et de la forteresse elle-même, surmontée de son ancienne tour.
Des douves en partie en eau et en partie comblées sont enjambées par deux ponts, un pour l'accès à la basse-cour et un pont qui relie la basse-cour au château, précédé d'un châtelet d'entrée.
La visite comporte aussi la chapelle du XIXe siècle, le four à pain, la promenade le long des douves, la tour de guet de plus de trente mètres de haut, ainsi que la salle des Gardes, dont la grande cheminée en grès porte les armes de la maison de Berghes-Saint-Winock (un lion) .

## Galerie de photographies

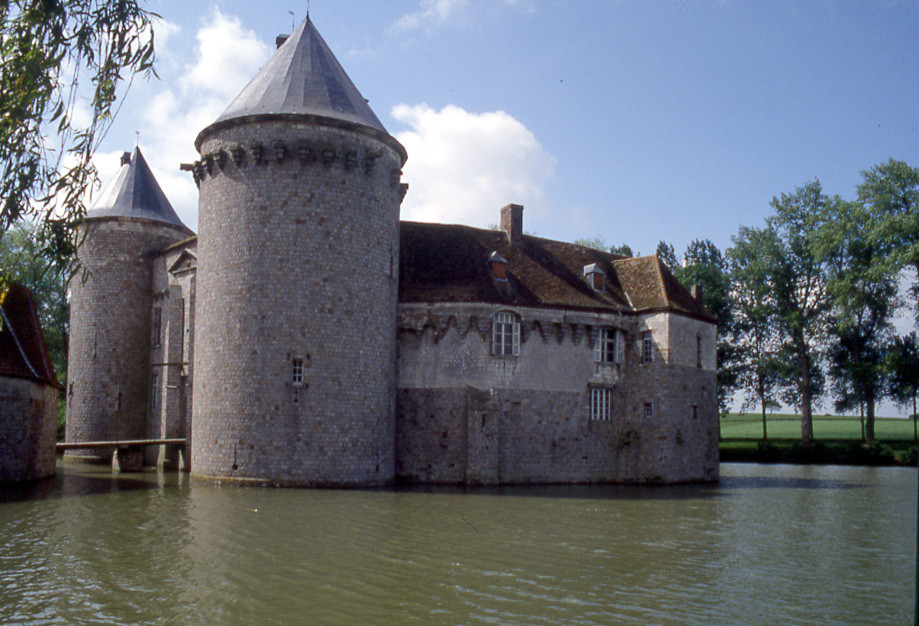
L'enceinte de la basse-cour.
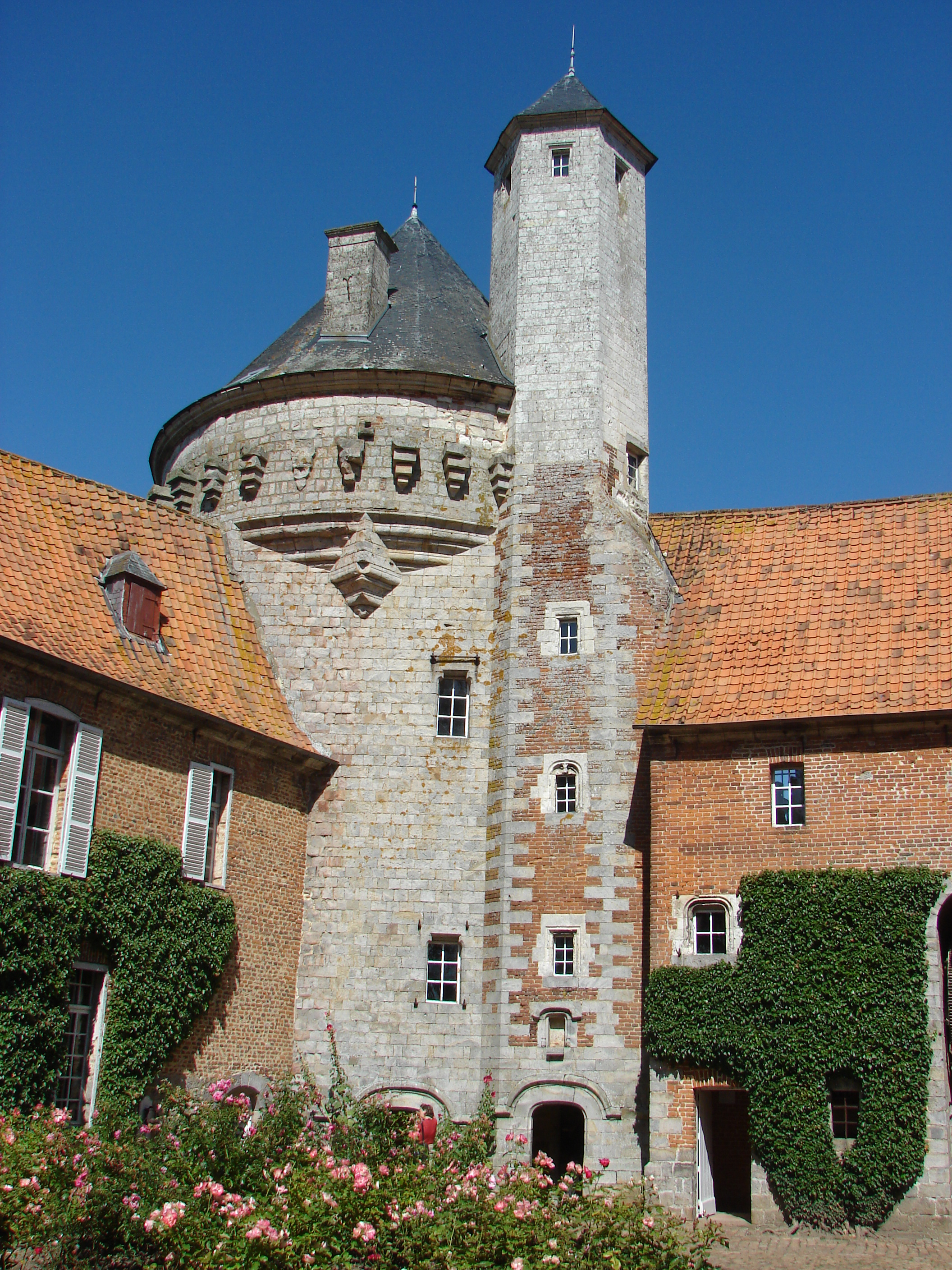
La tour nord-est.
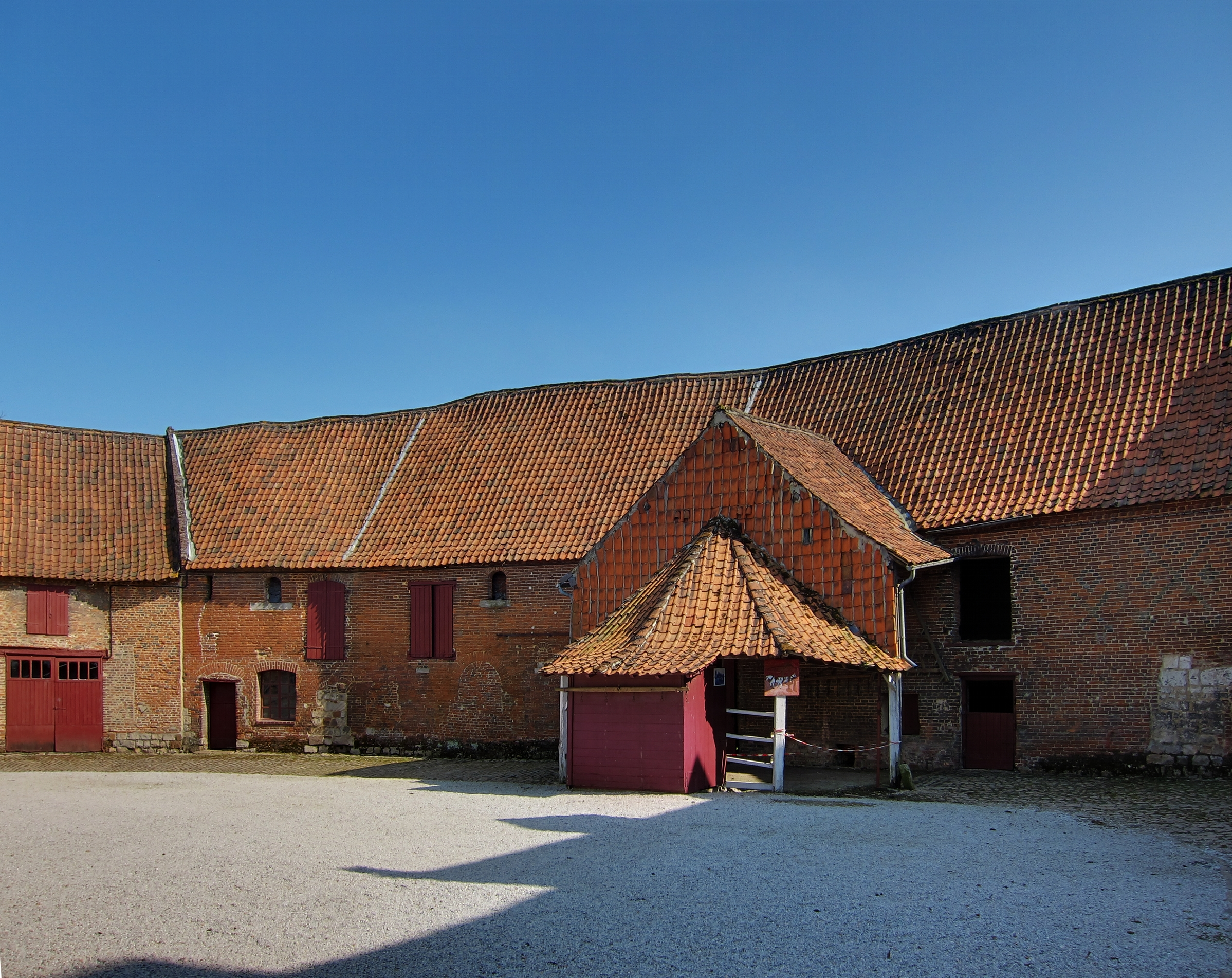
Le moulin dans la basse cour.
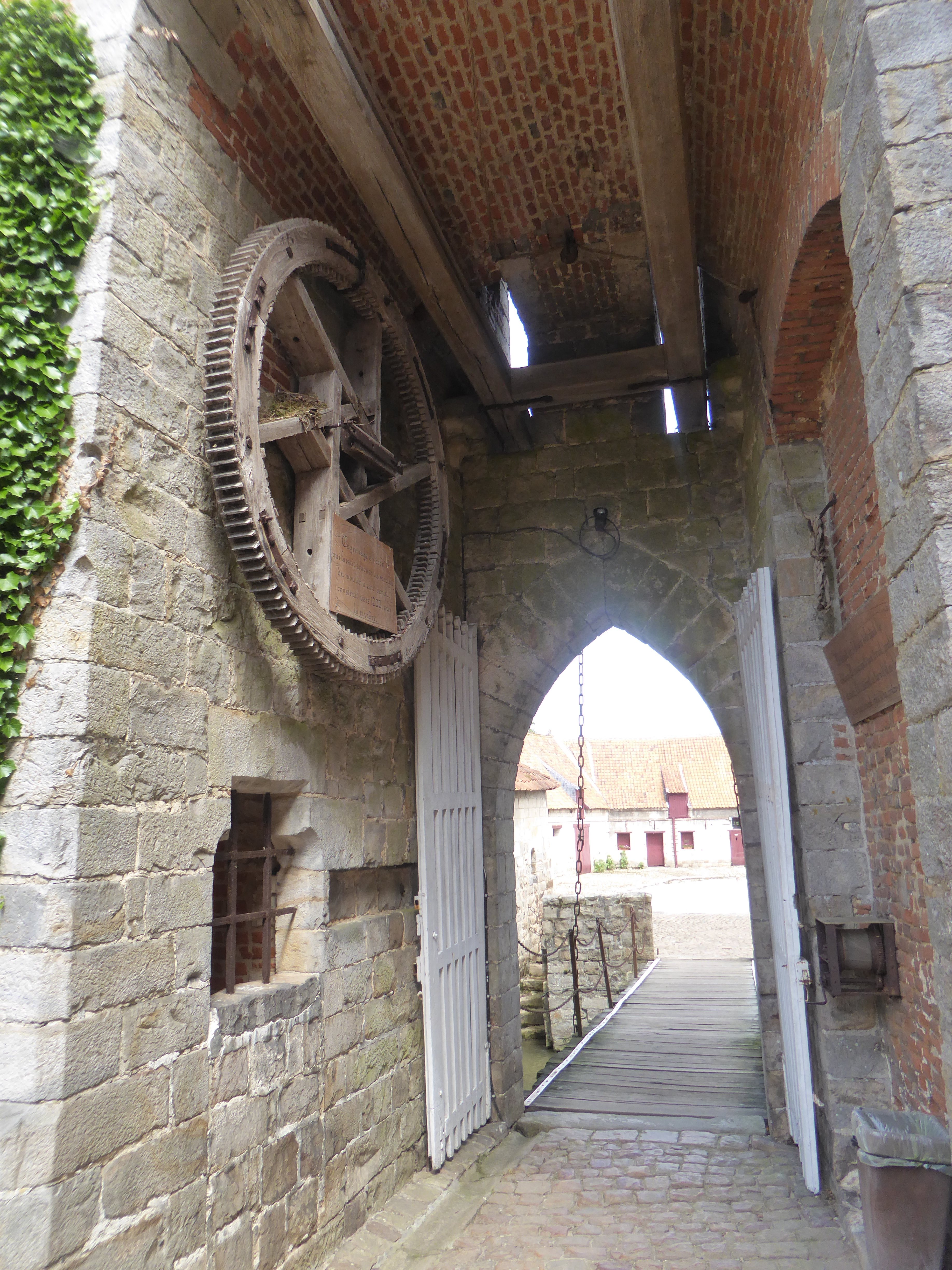
Le pont-levis.